# La Ceramo

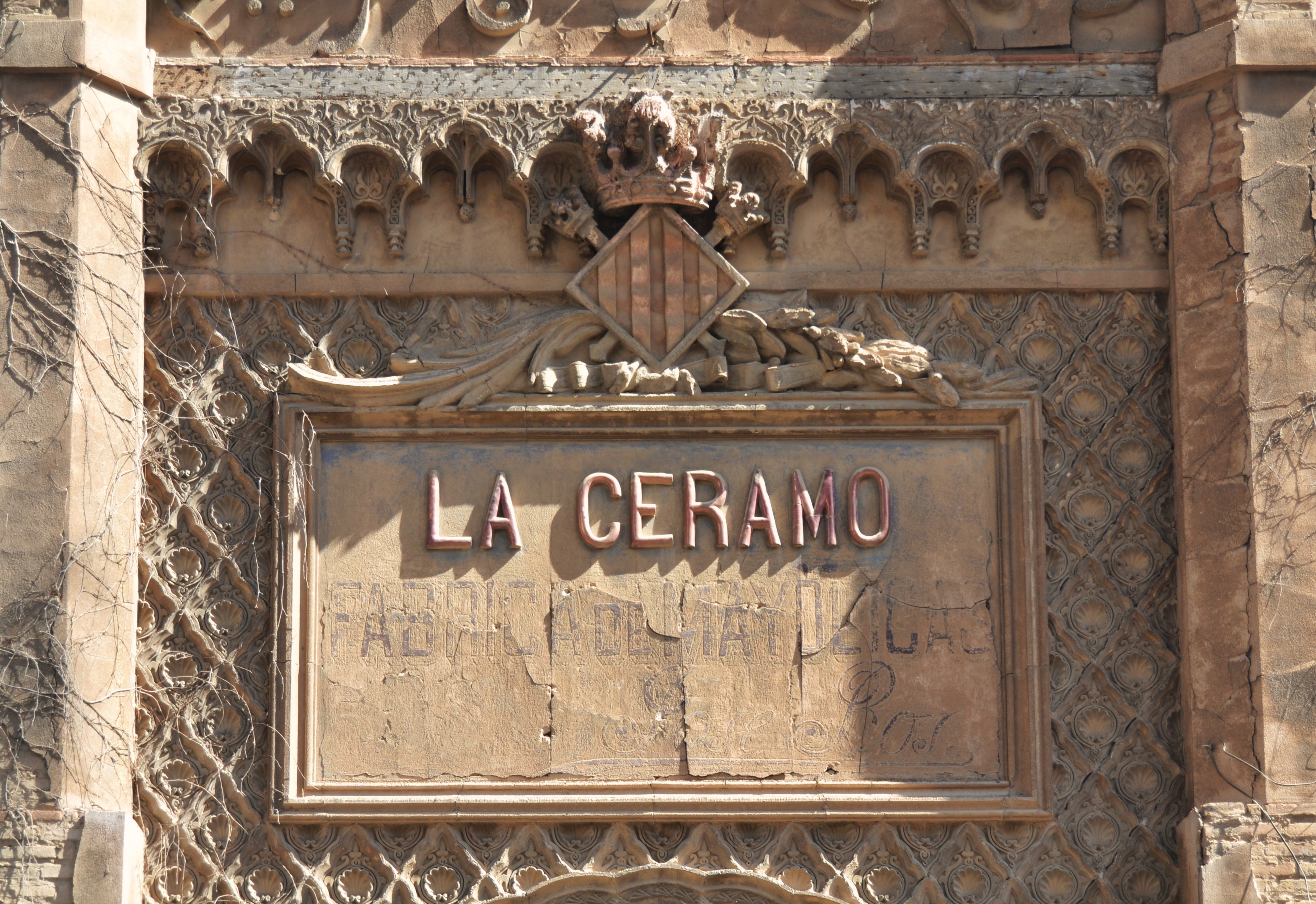
Rótulo en la puerta principal de la fábrica

La Ceramo fue una fábrica de lozas fundada en 1889 por las familias Ros y Urgell, en la localidad valenciana de Benicalap (actualmente perteneciente al distrito número 16 de Valencia capital),

## Historia

### Fundadores
Uno de sus fundadores fue José Ros y Surió, restaurador de muebles antiguos, nacido el 14 de marzo de 1841 (en la calle de Albelló, ubicada en el populoso Barrio de Pescadores) era hijo de Antonio Ros y Marín –albañil, natural de Morella (Castellón de la Plana)– y de Josefa Surió y Pichó –de Castellón de la Plana–, y fue bautizado en la parroquial de San Andrés. Falleció el 30 de noviembre de 1928 en Valencia y fue enterrado en Rocafort (Valencia). Contrajo matrimonio canónico, el 13 de agosto de 1864 en Valencia, con Salvadora Ferrer Carbonell. El matrimonio tuvo dos hijos: Adela y José Ros Ferrer, herederos del negocio.  
El otro empresario fundador fue Julián Urgell y Pubill, nacido en Valencia un 15 de noviembre de 1854 en la plaza de San Lorenzo, primogénito de Julián Urgell y Ares –maestro de carros, natural de Villanueva y Geltrú– y de Eulalia Pubill y Bartolé, de Barcelona. Tras abandonar La Ceramo, trabajó en la en Fábrica Pujol i Bausis (Esplugas). Murió en su ciudad natal, el 18 de julio de 1900. De su matrimonio con Luisa Pereira y Fayos, tuvo cuatro hijos: Luisa, Filomena y Julián, nacidos en Valencia en 1886, 1888 y 1890 respectivamente, y Josefa, que lo hizo en Barcelona en marzo de 1900.
A finales del siglo XIX, y tras numerosas vicisitudes, la empresa de este consorcio pasó a manos de Ros, cuyos descendientes la enajenaron en el último cuarto del siglo XX.
El 2017 se presentan en el Museo Nacional de Cerámica González Martí propuestas de intervención en el edificio de estudiantes de arquitectura de la Universitat Politècnica de València.

## Producción
En La Ceramo se produjeron preferentemente ánforas, jarrones y otros vasos alfareros con la técnica llamada de reflejos metálicos, Participó en la Exposición de cerámica de Budapest durante el mes de mayo de 1891, recibiendo un diploma de honor y vendiendo todos los ejemplares remitidos; un año después, estuvo también presente en la Exposición de Industrias Artísticas celebrada en Barcelona, dentro de la Sección internacional de reproducciones, en el apartado español, siendo recompensada con un diploma de honor por sus reproducciones de ejemplares del South Kensington Museum, del Museo Arqueológico de Madrid y del Museo de Cluny. También ha quedado noticia de que la emperatriz de Austria –más conocida como Sissi–, a su paso por Valencia, visitó la fábrica La Ceramo donde compró platos y otros objetos de loza dorada, En 1894, el complejo fue visitado por el ministro de la Gobernación a su paso por Valencia.
Muy diversos ejemplos de la producción de La Ceramo pueden contemplarse en distintos edificios y espacios de la ciudad de Valencia, como la Estación del Norte, el Mercado Central de Valencia, el Mercado de Colón, los "Almacenes La Isla de Cuba", o la ampliación del Ayuntamiento de Valencia.